# Manchester (tkanina)

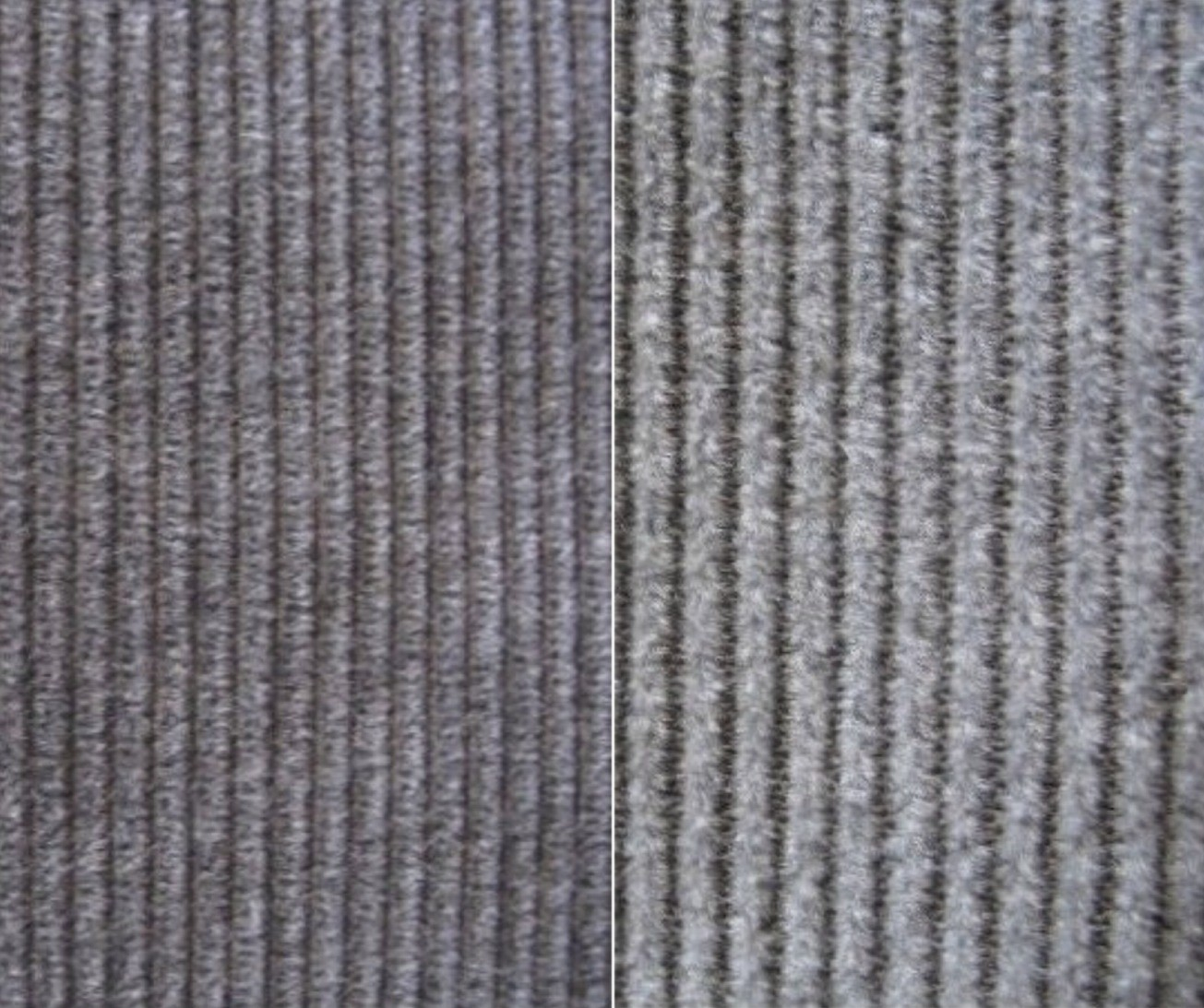

Manchester – tkanina o wyraźnej fakturze w postaci drobnych wzdłużnych prążków włosowatych występujących w ilości od 25 do 40 na 10 cm, pomiędzy którymi znajduje się gładka osnowa. Może być tkana z nici bawełnianych, jak i wełnianych. Jest odmianą sztruksu, który ma drobniejszą strukturę. Jest też nazywana szerokim sztruksem. Nazwa pochodzi od angielskiego miasta Manchester będącego w XIX i XX wieku dużym ośrodkiem przemysłu włókienniczego. Ze względu na swoją trwałość i niską cenę była używana do wyrobu marynarek i spodni dla robotników. Znana jest również pod nazwą Genua. Obecnie jest bardzo popularna jako materiał tapicerski (ang. ribcord). 